# Авхении
Авхениите (gens Auchenia) са фамилия от Древен Рим.
Известни с това име:
- Когномен на римската фамилия Аниции
- Аниций Авхений Бас (префект), praefectus urbi на Рим 382-383 г. [1]
- Аниций Авхений Бас (консул 408 г.)
- Аниций Авхений Бас (консул 431 г.)

Жени:
- Авхения (или Пинция), съпруга на Амний Маний Цезоний Никомах Аниций Павлин